# NGC 4115
NGC 4115 is een ster in het sterrenbeeld Hoofdhaar. Het hemelobject werd op 3 april 1826 ontdekt door de Britse astronoom John Herschel.